# Jionia Talanova
Jionia Ivánovna Talanova (en ruso: Хиония Ивановна Таланова, Nizhni Nóvgorod, Rusia, 1822-Moscú, 17 de mayo de 1880) fue una actriz de teatro rusa asociada con el teatro Maly de Moscú. Tuvo una hermana más joven, Aleksandra Talanova (1833-1902), también actriz.

## Carrera artística
Debutó en 1838 en un teatro de su ciudad natal, antes de mudarse a Kazán donde se casó con el actor Grigori Talanov. En 1860 se unió al reparto del teatro Maly de Moscú donde es recordada especialmente por sus papeles en las obras de Aleksandr Ostrovski.